# 魏尔哈默
魏尔哈默是德国巴伐利亚州的一个市镇。总面积39.90平方公里，总人口3811人，其中男性1888人，女性1923人（2011年12月31日），人口密度96人/平方公里。